# Богдан Дмитро Пилипович
Дмитро Пилипович Богдан (народився 1915 в селі Валки, тепер Нові Петрівці Вишгородського району Київської області — помер 1944, Михайлівка, Ямпільський район, Вінницька область, Українська РСР, СРСР) — учасник Другої Світової війни, Герой Радянського Союзу.

## Біографія
Звання Героя СРСР присвоєно 24. 03. 45 р. посмертно. Командир окр. сапер, батальйону (52-а армія, 2-й Український фронт), капітан, розміновував та будував мости та пороми при форсуванні р. Дністер. Загинув при арт. нальоті при будівництві мосту через р. Південний Буг і похований в селі Михайлівка Вінницької області. Рідня його і нині мешкає в Нових Петрівцях.